# TMEM213
TMEM213 (англ. Transmembrane protein 213) – білок, який кодується однойменним геном, розташованим у людей на 7-й хромосомі. Довжина поліпептидного ланцюга білка становить 107 амінокислот, а молекулярна маса — 11 520.
| 10         |  | 20         |  | 30         |  | 40         |  | 50         |
| ---------- |  | ---------- |  | ---------- |  | ---------- |  | ---------- |
| MQRLPAATRA |  | TLILSLAFAS |  | LHSACSAEAS |  | SSNSSSLTAH |  | HPDPGTLEQC |
| LNVDFCPQAA |  | RCCRTGVDEY |  | GWIAAAVGWS |  | LWFLTLILLC |  | VDKLMKLTPD |
| EPKDLQA    |  |            |  |            |  |            |  |            |

A: Аланін

C: Цистеїн

D: Аспарагінова кислота

E: Глутамінова кислота

F: Фенілаланін

G: Гліцин

H: Гістидин

I: Ізолейцин

K: Лізин

L: Лейцин

M: Метіонін

N: Аспарагін

P: Пролін

Q: Глутамін

R: Аргінін

S: Серин

T: Треонін

V: Валін

W: Триптофан

Задіяний у такому біологічному процесі, як альтернативний сплайсинг. 
Локалізований у мембрані.